# Авъл Корнелий Мамула (претор 217 пр.н.е.)
Авъл Корнелий Мамула (на латински: Aulus Cornelius Mammula) е политик на Римската република.
Произлиза от патрицианския клон Мамула на фамилията Корнелии.
През 217 пр.н.е. той е претор и участва във Втората пуническа война. Следващата година е пропретор на провинция Сардиния.
Вероятно е баща на Авъл Корнелий Мамула (претор 191 пр.н.е.).